# Vera Cao Pinna
Vera Cao Pinna (Siliqua, 1909 – Roma, 1986) è stata un'economista italiana.
Con il maestro Alfredo Niceforo inizialmente ha approfondito i problemi economici della Sardegna con particolare attenzione per le persone disagiate; tra gli anni Quaranta e Cinquanta ha fatto parte di un gruppo di cultori delle tecniche della programmazione contribuendo parallelamente a riorganizzare la statistica italiana: statistica salariale, indagine sui prezzi e sul costo della vita, sviluppi della produzione e dei censimenti industriali. Ha partecipato al primo esperimento di programmazione realizzato in Italia nel dopoguerra, lo schema Vanoni.
Si è impegnata anche a livello europeo essendo socia fondatrice e vice presidente dell’Association scientifique pur la prèvision èconomique à long terme: ha così approfondito l’applicazione del modello delle relazioni intersettoriali (tavole input-output) di Wassily Leontief all’analisi del funzionamento dei singoli sistemi economici, diventando punto di riferimento per coloro che erano interessati al nuovo strumento di analisi.
Sebbene la prima tavola input-output per l'economia italiana fu pubblicata dall'ISTAT nel 1965, si deve a lei l'aver elaborato già nel 1952 i dati in collegamento con alcuni economisti statunitensi le tavole delle interdipendenze settoriali dell'economia italiana riferita al 1950.
Nel 1955 conseguì la libera docenza in statistica economica ma non è mai stata chiamata a svolgere il ruolo di professoressa ordinaria, sia per una certa chiusura del mondo accademico  sia per il suo essersi specializzata nell'Econometria, disciplina allora non ancora accreditata a livello universitario.
Dalla fondazione nel 1962 fino al 1974, lavorò presso il Centro di Studi e Piani Economici a Roma, dove collaborò con Franco Archibugi e altri giovani statistici ed econometrici quali Maurizio Di Palma e Bruno Ferrara. Il Centro di studi e piani economici pubblicò, nel 1971, una raccolta di studi in suo onore dedicati a Econometria e pianificazione.

## Scritti
- Fertilità e professioni, in "Note di Biometria", Cagliari, 1933.
- Inchieste statistiche sul regime alimentare di 10 famiglie agiate e di 11 famiglie di artigiani nella città di Cagliari, in "Quaderni della Nutrizione", 1935.
- Contadini sardi, Istituto Nazionale di economia Agraria, Roma, 1939.
- Caratteristiche delle abitazioni sarde e inchiesta statistica su 100 abitazioni terranee della città di Cagliari, in "Quaderni Meridionali", 1942.
- I risultati di un’inchiesta sui consumi e sulle spese alimentari nella città di Roma, in "Quaderni della Nutrizione", 1947.
- La costruzione del bilancio analitico dell’economia italiana, in "L’Industria", 1952.
- "Input-output analysis" come strumento di organizzazione industriale, in "Tecnica e Organizzazione", 1952.
- Difficoltà e possibilità di applicazione della "input-output analysis" all’economia italiana, in "Rivista di Economia, Demografia e Statistica", 1952.
- Sviluppo dell’analisi delle interdipendenze strutturali dell’economia italiana, in Produttività, 1954.
- Analisi delle relazioni interindustriali di singoli settori produttivi, L’Industria, Milano, 1954.
- Compilazione in matrice per l’economia italiana per l’anno 1953, in "Relazione generale del Paese", Roma, 1954.
- Le discussioni di Varenna sulla teoria della "Input-output analysis" , in "Economia Internazionale", 1954.
- Interdipendenze strutturali, in "Dizionario di economia politica", Comunità, Milano, 1956.
- National experiences: Italy, in "Atti del seminario internazionale di Varenna", Wiley, New York, 1956.
- Determinazione dei trasferimenti di reddito tra i singoli settori produttivi, per effetto delle variazioni nel sistema dei prezzi relativi, in "Rivista di Economia", 1956.
- Principali caratteristiche strutturali di due economie mediterranee: Italia e Spagna, in "Economia Internazionale", 1958.
- Possibili applicazioni dei modelli di contabilità "input-output" al livello aziendale, in "Tecnica ed Organizzazione", 1958.
- Analisi delle interdipendenze settoriali di un sistema economico, Edizioni Scientifiche Einaudi, Torino, 1958.
- Analisi delle interdipendenze strutturali, in "Enciclopedia Italiana Treccani. Appendice II", Roma, 1960.
- Schema metodologico per una programmazione "indicativa" dello sviluppo economico sul piano regionale, Centro Nazionale di Prevenzione e di Difesa Sociale, Roma, 1961.
- Le interdipendenze strutturali dell’economia siciliana nell’anno 1958, in "Osservatorio Economico del Banco di Sicilia", 1960.
- Modèle de croissance de l’èconomie italienne, structure et limitations, Boringhieri, Torino, 1965.
- Analisi delle interdipendenze strutturali di un sistema economico, Scuola di Sviluppo Economico, Roma, 1966.
- L’allineamento dei conti aziendali sugli schemi della contabilità nazionale e settoriale, Ciriec, Milano, 1969.
- Tentativo di compilazione di un sistema multi-regionale di contabilità intersettoriale, Centro di Studi e Piani Economici, Roma, 1969.
- Esigenze conoscitive e metodologiche per la impostazione di un’equa politica dei redditi, Etas Kompass, Milano, 1969.
- (a cura di), Econometria e pianificazione. Studi in onore di Vera Cao- Pinna, 2 voll, Etas Kompas, Milano, 1971.
- I bilanci aziendali e contabilità nazionale, Angeli, Milano, 1973.
- L'adattamento al livello regionale del nuovo sistema europeo di contabilità nazionale.
- Regional economic policy in Italy, in N.M. Hansen, ed., Public policy and regional economic development: the experience of nine Western countries , Ballinger, Cambridge (Mass.), 1975.
- (a cura d), Le regioni del mezzogiorno, Edizioni Il Mulino, Bologna, 1979.
- Principali fattori esogeni ed endogeni al processo inflazionistico in Italia (1970-74), Angeli, Milano, 1977.
- Southern Italy: an experience of economic development, Iasm, Roma, 1980.
- Il sistema energetico italiano, nel quadro dell’economia nazionale, anni 1975, 1978, 1981, Aci, Roma, 1981-1985.